# Verslemez III.
Koncz Zsuzsa harmadik verslemezén József Attila, Szilágyi Domokos, Kányádi Sándor, Farkas Árpád, Nagy Gáspár megzenésített versei hallhatók. A 2001-ben megjelent CD-verzión szerepel Arany János Vörös rébék című balladája is, míg az eredeti nagylemezről ez a dal hiányzik.

## Az album dalai
1. Szállj költemény... (Bródy János – József Attila) 2:30
2. Virágének (Móricz Mihály – Szilágyi Domokos) 2:36
3. Viziorgona (Orga de apa) (Bornai Tibor – Nichita Stanescu – Szilágyi Domokos) 1:42
4. Mondóka (Gerendás Péter – Kányádi Sándor) 1:42
5. Dúdoló (Bródy János – Farkas Árpád) 3:10
6. Tizenkilenc (Móricz Mihály – Márai Sándor) 1:50
7. Karácsonyi éji ár(v)ulás (Gerendás Péter – Nagy Gáspár) 2:29
8. Félelmen túli... (Bródy János – Nagy Gáspár) 3:14
9. Citerára (Móricz Mihály – Kányádi Sándor) 2:20
10. Te is tudod (Koncz Zsuzsa – Szőcs Kálmán) 1:43
11. A walesi bárdok (Bornai Tibor – Arany János) 16:58
12. Vörös Rébék (Szörényi Levente – Arany János) 6:46

## Külső hivatkozások
- Információk Koncz Zsuzsa honlapján